# Lufthutze
Eine Lufthutze ist eine Öffnung in der Außenhülle eines Fahrzeugs, eines Geräts oder eines Gebäudes, die den Durchtritt von Luft ermöglicht.

## Lufthutzen bei  Kraftfahrzeugen
Bei Kraftfahrzeugen wird eine Lufthutze auf der Motorhaube oder an einer anderen Stelle der Karosserie angeordnet. Sie ermöglicht den Eintritt von Luft durch den Fahrtwind und die Nutzung der Luftströmung (Wind) zum Luftaustausch. Kühlluft-Einlässe auf der Motorhaube können auch als NACA-Öffnung gestaltet sein, wie beim Alfa Romeo Montreal. Bei leistungsstarken Motoren tragen Lufthutzen zur zusätzlichen Kühlung oder Erleichterung der Luftzufuhr zum Motor bei.
Sie sind sehr beliebt in der Tuningszene, haben dort aber meist keine technische Funktion.

## Lufthutzen bei Wasserfahrzeugen
Drehbare Lufthutzen auf Booten und Schiffen nennen sich Windhutze oder Dorade-Lüfter.

## Lufthutzen bei Gebäuden
Lufthutzen kommen auch bei stationären Einrichtungen zum Einsatz, u. a. Baustellenwagen, Transformatorenstationen, Hallen usw.